# Раскін (Флорида)
Раскін (англ. Ruskin) — переписна місцевість (CDP) в США, в окрузі Гіллсборо штату Флорида. Населення — 28 620 осіб (2020).

## Географія
Раскін розташований за координатами 27°42′28″ пн. ш. 82°25′22″ зх. д. / 27.70778° пн. ш. 82.42278° зх. д. (27.707727, -82.422730).  За даними Бюро перепису населення США в 2010 році переписна місцевість мала площу 50,61 км², з яких 46,66 км² — суходіл та 3,95 км² — водойми.

## Демографія
Згідно з переписом 2010 року, у переписній місцевості мешкало 17 208 осіб у 5656 домогосподарствах у складі 4123 родин. Густота населення становила 340 осіб/км².  Було 6888 помешкань (136/км²).
Расовий склад населення:
| - 71,7 % — білих - 9,1 % — чорних або афроамериканців - 1,3 % — азіатів - 0,3 % — корінних американців - 0,1 % — вихідців з тихоокеанських островів - 15,3 % — осіб інших рас |

До двох чи більше рас належало 2,2 %. Частка іспаномовних становила 42,9 % від усіх жителів.
За віковим діапазоном населення розподілялося таким чином: 30,1 % — особи молодші 18 років, 60,1 % — особи у віці 18—64 років, 9,8 % — особи у віці 65 років та старші. Медіана віку мешканця становила 31,6 року. На 100 осіб жіночої статі у переписній місцевості припадало 102,1 чоловіків;  на 100 жінок у віці від 18 років та старших — 100,4 чоловіків також старших 18 років.
Середній дохід на одне домашнє господарство  становив 61 057 доларів США (медіана — 47 592), а середній дохід на одну сім'ю — 64 407 доларів (медіана — 52 416). Медіана доходів становила 35 109 доларів для чоловіків та 36 899 доларів для жінок. За межею бідності перебувало 18,9 % осіб, у тому числі 27,1 % дітей у віці до 18 років та 8,6 % осіб у віці 65 років та старших.
Цивільне працевлаштоване населення становило 8973 особи. Основні галузі зайнятості: освіта, охорона здоров'я та соціальна допомога — 19,5 %, роздрібна торгівля — 11,2 %, будівництво — 10,5 %.